# Fernand Colomb
Fernand Colomb (en espagnol : Fernando ou Hernando Colón), né le 15 août 1488 à Cordoue et mort le 12 juillet 1539 à Séville, est le second fils de Christophe Colomb, le demi-frère de Diego (1479-1526). 
Devenu comme son frère page à la cour des Rois catholiques après le premier voyage de son père aux Caraïbes (1492), il y reçoit une bonne éducation humaniste. Il continue par la suite de bénéficier de la faveur des Rois catholiques, puis de celle de leur petit-fils Charles Quint, malgré les problèmes rencontrés par le navigateur à partir de 1500.
Auteur de plusieurs ouvrages, en particulier une des premières biographies de son père, Fernand Colomb a aussi été un bibliophile passionné, constituant une des plus grandes bibliothèques de son temps, la Biblioteca Hernandina, et menant une réflexion approfondie sur la question de l'organisation des bibliothèques. 

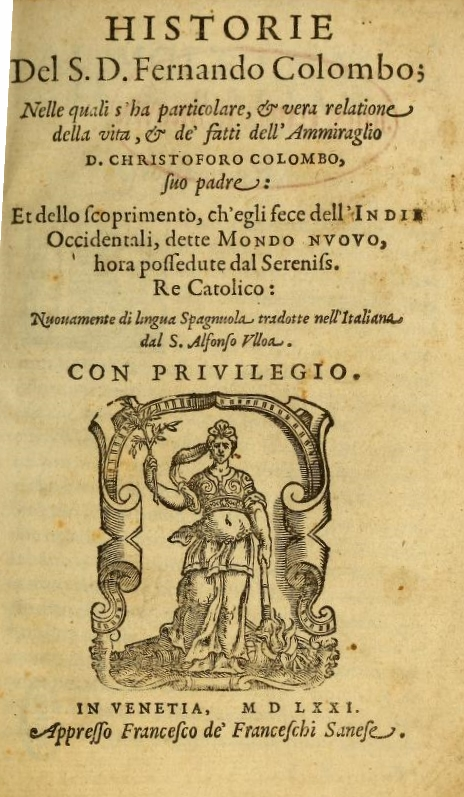
Ouvrage contenant la Historia del Almirante publié à titre posthume en 1571.

## Biographie

### Origines familiales et petite enfance
Fernand est le fils de Christophe Colomb, navigateur et commerçant d'origine génoise, et de Beatriz Enriquez de Arana (1457-1521), orpheline vivant chez son oncle à Cordoue, qu'il rencontre au cours de l'année 1487.
Vivant au Portugal de 1476 à 1485, Christophe Colomb y a épousé Filipa Moniz Perestrelo, qui lui a donné un fils, Diego, né vers 1480. Filipa décède ensuite (entre 1480 et 1485). 
En 1484, le projet du navigateur d'atteindre les Indes (l'Asie) par l'ouest, à travers l'Océan, est rejeté par le roi du Portugal, Jean II. Colomb part pour la Castille en mars 1485 et obtient une entrevue avec les Rois catholiques en janvier 1486. Son projet, soumis à une commission, est de nouveau rejeté au début de 1487. Colomb s'installe alors à Cordoue où il rencontre Béatrice Enriquez. Fernand naît le 15 août 1488. 
Cette situation de « fille-mère » ne semble pas avoir posé de problèmes à Béatrice. Par la suite, Colomb montre son estime envers elle en lui confiant son fils aîné, de façon à réunir les deux frères avant son départ vers les Indes en 1492, un voyage qui peut être dangereux. Et il la mentionnera encore dans son testament.
Après des péripéties diverses, les Rois catholiques acceptent le projet de Colomb en avril 1492, en signant les capitulations de Santa Fe, trois mois après avoir mis fin au royaume de Grenade (2 janvier 1492) et à la présence musulmane dans la péninsule Ibérique.

### Le fils de l'«Amiral de la mer Océane»
Partie en août de Palos de la Frontera, l'expédition de Colomb atteint en octobre une île des Caraïbes, qu'il baptise San Salvador ; puis il atteint Hispaniola (Saint-Domingue), qui va être le point de départ de toutes les explorations et conquêtes ultérieures. 
Amiral de la mer océane, il devient, de par les capitulations de Santa Fe (avril 1492), vice-roi des Indes (que l'on croit avoir atteint) et gouverneur d'Hispaniola. Il accède donc à un rang très élevé dans le royaume de Castille, malgré ses origines roturières.

#### Éducation à la cour après le premier voyage
Parmi les honneurs dont le navigateur bénéficie à son retour en février 1493, ses deux fils deviennent pages de l'infant Jean d'Aragon (1478-1497). 
Dans le cas de Fernand, né hors mariage, cela signifie qu'il est considéré comme un enfant légitime de son père, qu'il est « légitimé ». Son séjour à la cour est évoqué par l'historien Gonzalo Fernández de Oviedo y Valdés (1478-1557), qui y a aussi été page à cette époque. 
Fernand reçoit une éducation soignée, marquée par l'humanisme : il a comme précepteur Pierre Martyr d'Anghiera, par la suite historien de la conquête du Nouveau Monde. Au début des années 1500, il fait quelques contributions au Livre des prophéties que son père est en train de rédiger avec l'aide du père chartreux Gaspar Gorricio.

#### Le troisième voyage (1498-1500) et la disgrâce de Christophe Colomb
Le troisième voyage de Colomb (1498-1500) se termine très mal, puisque le navigateur est arrêté à Hispaniola et renvoyé prisonnier en Castille. 
La reine Isabelle de Castille le libère par la suite, mais Colomb perd beaucoup des honneurs et biens acquis précédemment. Par la suite, Diego, héritier de Christophe Colomb, pourtant nommé vice-roi des Indes en 1506, se battra toute sa vie pour récupérer un certain nombre des richesses confisquées à son père. Fernand l'assiste dans pour suivre la lourde procédure engagée contre la Couronne.

#### Participant au quatrième voyage (1502-1504)
En mai 1502, Fernand embarque à bord de la Capitana avec son père lors du quatrième et dernier voyage vers le Nouveau Monde. 
Après avoir exploré la côte de Veragua et l'isthme de Panama jusqu'au golfe de Darién, ils décident de rentrer en Espagne. Mais, en juin 1503, ils sont bloqués sur l'île de la Jamaïque, car leurs bateaux sont détériorés : ce n'est qu'au bout d'un an que des secours vont arriver d'Hispaniola et qu'ils vont pourvoir rentrer en Espagne (novembre 1504). Le navigateur rentre affaibli par les épreuves de ce voyage et meurt en 1506.
Fernand fera plus tard un compte rendu détaillé de cette expédition dans son Historia del Almirante.

### Après la mort de Christophe Colomb (1506)

#### Aux côtés de son frère Diego
Il retourne à Saint-Domingue en 1509, accompagnant son frère Don Diego lors de la prise de fonction de ce dernier en tant que gouverneur d'Hispaniola. 
Ils sont accompagnés de Bartolomé de las Casas, plus tard l'historien de la colonisation et champion des droits des autochtones. 
De retour quelques mois plus tard en Espagne, il rejoint la cour royale, afin de travailler à la longue série de procès — les pleitos colombinos — intentée contre la Couronne, entre 1508 et 1536, pour faire reconnaître les droits de la famille Colomb en Amérique, en vertu des capitulations de Santa Fe.

#### Projet de circumnavigation (1511)
En 1511, Fernand présente au roi Ferdinand d'Aragon, régent de Castille depuis la mort d'Isabelle, un projet détaillé de circumnavigation, arguant qu'un tel voyage prouverait catégoriquement la sphéricité de la Terre en plus de favoriser la conversion universelle et d'accroître le savoir humain. Il se présente comme doté de toutes les compétences nécessaires pour mener à bien un tel projet, grâce à ses connaissances en navigation, météorologie, astronomie, zoologie, cosmographie, cartographie, mathématiques et dessin. Il n'obtient pas les fonds nécessaires à ce grand projet, qui sera réalisé par Magellan en 1520.

#### Séjour à Rome (1512-1516)
En 1512, il se rend à Rome pour représenter son frère Diego dans une poursuite en paternité devant la Rota. 
Au cours des années qu'il passe dans cette ville, il étudie le grec et la littérature ancienne, en plus de s'intéresser à la médecine, à l'astronomie et à la comptabilité en partie double. Il donne aussi libre cours à sa passion pour les livres. 
En 1516, à la mort de Ferdinand le Catholique, il quitte l'Italie pour rentrer en Espagne, où devient roi de Castille et roi d'Aragon le petit-fils des Rois catholiques, Charles de Habsbourg, déjà souverain des Pays-Bas, qui va devenir empereur en 1520 sous le nom de Charles Quint. 

### Sous le règne de Charles Quint

#### Voyage en Europe (1520-1522)
En 1520, il accompagne la cour de Charles-Quint dans le nord de l'Europe, à la suite de son élection comme empereur à la suite de la mort de son grand-père Maximilien d'Autriche. 
Il visite Anvers et Bruxelles, rencontre Érasme au Collège des Trois-Langues à Louvain.
Il assiste au couronnement impérial de Charles Quint à Aix-la-Chapelle, puis va à Cologne et à Worms. 
Ayant reçu de l'empereur une somme substantielle pour services rendus, il se met en route pour Venise, en passant par Strasbourg, Bâle, Milan, Pavie et Gênes, le plus souvent à cheval. Arrivé dans la « capitale spirituelle du livre imprimé », il y achète des livres en grande quantité et les fait expédier en Espagne par bateau. Au bout de quelques mois, il revient en Allemagne, puis se rend en Angleterre avec la cour impériale, pour regagner l'Espagne en 1522.

#### Expert géographe de la couronne d'Espagne (1524-1529)
En 1524, après le voyage de Magellan, il est choisi par Charles Quint pour mener la délégation espagnole de neuf experts chargée de renégocier avec le Portugal la ligne de démarcation des possessions coloniales, le traité de Tordesillas étant devenu caduc à la suite de la découverte des Moluques par l'Espagne. Il continue[pas clair] de recevoir de l'empereur une pension de 200 000 maravedis par an.
Après la mort de son frère Diego en 1526, le nom de la famille perd beaucoup de son lustre[réf. nécessaire]. Toutefois, cette même année, l'empereur le charge de mettre à jour la carte espagnole de navigation maritime, le Padrón Real, outil de référence majeur pour assurer au pays un avantage dans ses ambitions coloniales. 
Fernand y travaille au cours des années qui suivent avec Alonso de Chaves et Diego Ribero. 
De 1529 à 1531, il quitte l'Espagne pour un périple qui le mènera en Italie, à Bâle et à Fribourg, puis à Louvain, où il recrute les érudits Jean Hammonius, Nicolaus Clenardus et Johannes Vasaeus pour travailler au catalogage de sa bibliothèque.

#### L'issue des «procès Colomb» (pleitos colombinos)
En 1534, le jugement Sentencia de las Dueñas retire à la famille Colomb le titre de vice-roi des Indes ainsi que tout droit à une part des profits extraits du nouveau continent. 
En réaction à ce jugement, Fernand entreprend d'écrire une biographie de son père à partir de tous les documents dont il dispose et de réfuter les attaques dont ce dernier est ou a été l'objet. 
En 1536, un nouveau verdict redonne au fils de Diego les titres d'amiral des Indes, de marquis de la Jamaïque et de duc de Veragua, tandis que Fernand reçoit une pension annuelle de mille ducats à laquelle Charles Quint ajoute 500 pesos d'or pour sa bibliothèque.

#### La bibliothèque de Fernand Colomb

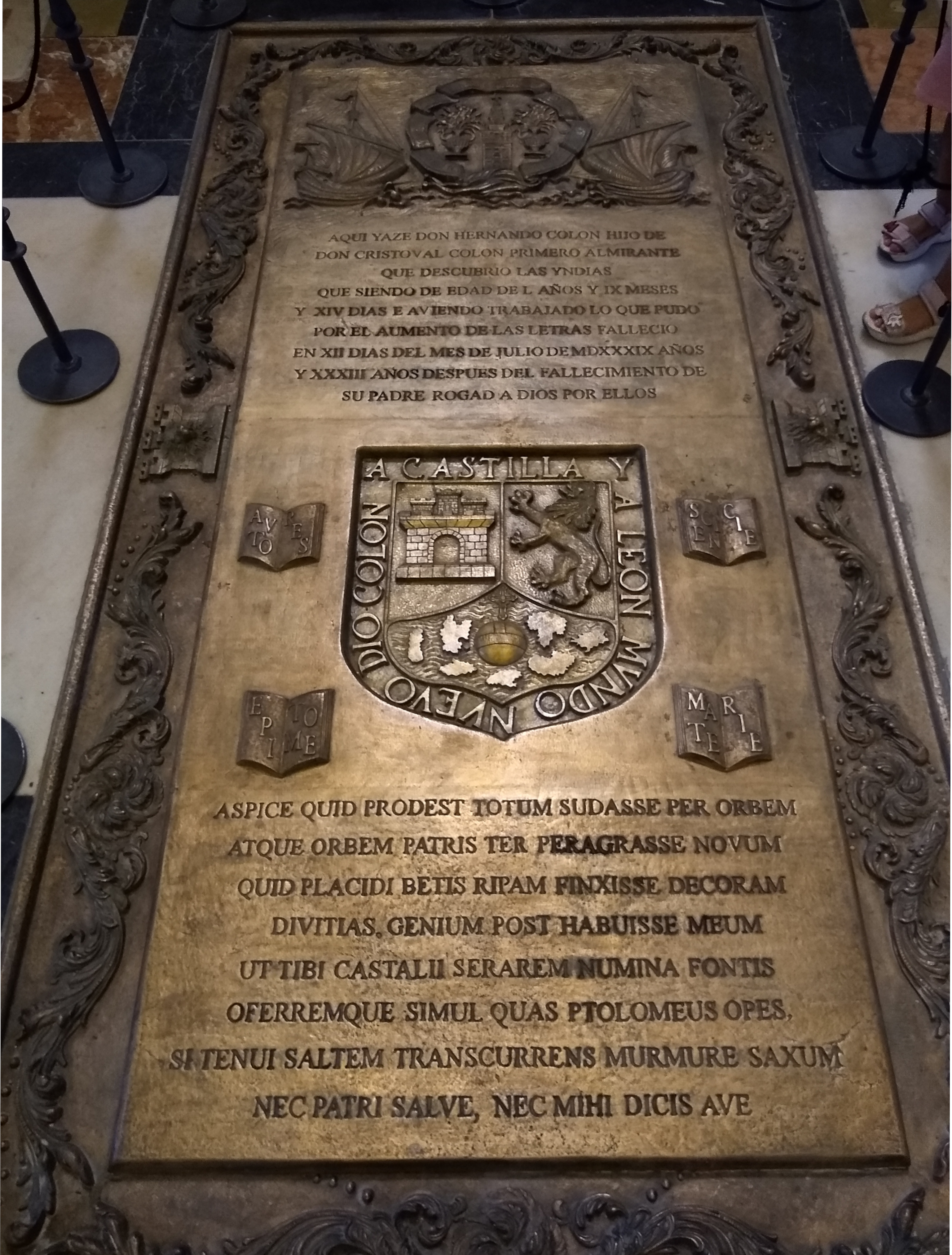
Pierre tombale couvrant la sépulture de Fernand Colomb dans la cathédrale de Séville.

Son ambition est de faire de cette Bibliotheca Hernandina une entité parfaitement organisée, pour tous les livres du monde dans toutes les langues. Il prend contact avec les libraires de cinq des plus grandes villes d'imprimerie — Rome, Venise, Nuremberg, Anvers et Paris — pour que chaque année, ils envoient à Lyon les livres et feuillets publiés chez eux, jusqu'à concurrence de 12 ducats, et que le libraire de Lyon ajoute également des livres à l'ensemble pour la même somme et expédie le tout en Espagne. 
Il exclut les manuscrits, préférant le matériel imprimé : « Consciemment ou non, dans ses derniers jours, Fernando avait succombé en un sens à la folie visionnaire de son père qu'il avait pourtant pris grand soin d'effacer de sa biographie. »
Les ouvrages seraient accessibles à des lecteurs, mais ceux-ci auraient accès au contenu des livres par une petite fenêtre métallique à travers laquelle il leur serait possible de tourner les pages des livres, mais non de les tenir en main.
À sa mort, sa bibliothèque compte 15 370 livres et plus de 3 000 gravures.
Il a certainement mis en place « le système de technologie de l'information le plus sophistiqué inventé jusqu'alors », anticipant les bases de données et l'accès au savoir à distance que l'Internet a finalement permis de réaliser. Il a aussi été le premier à enregistrer la déclinaison magnétique, à diriger une équipe chargée d'établir une carte sur des principes scientifiques et à concevoir la création d'une bibliothèque vraiment universelle.

### Décès et inhumation
Fernand meurt le 12 juillet 1539 à Séville. 
Il est inhumé dans la cathédrale de Séville, où sa pierre tombale reproduit son blason, avec la devise A Castilla y León Nuevo Mundo dio Colón (« Au royaume de Castille et Leon un Nouveau Monde a donné Colomb »). Cet écu est encadré par les quatre catalogues grâce auxquels Fernand estime avoir, comme son père, contribué à l'expansion du savoir humain : Livre des auteurs, Livre des savoirs, Livre des condensés, Livre des contenus.

## Écrits de Fernand Colomb

### Cosmografia
À partir de 1517, il commence à rédiger une Cosmografia ou description de l'Espagne. Ce manuscrit de 700 feuillets remplis d'une écriture fine et serrée répertorie 3 300 villes, probablement dans l'intention de réaliser une carte extrêmement détaillée divisée en un damier de latitudes et longitudes, se perd dans une infinité de détails de tout ordre collectés par une équipe d'assistants. Fernando peut toutefois poursuivre et améliorer sa méthode grâce à l'appui du jeune Charles Quint jusqu'à ce que le projet soit brutalement arrêté par décision royale en 1523. 

### Vocabulario
En 1518, il entreprend la rédaction d'un Vocabulario ou dictionnaire latin. Cet ouvrage ne donne pas le sens des mots — comme le fait le Diccionario latino-español d'Antonio de Nebrija publié en 1495 —, mais recueille plutôt des exemples de leur emploi par les auteurs anciens. Fernand l'abandonne en 1523, alors qu'il était arrivé au mot bibo (je bois), couvrant déjà 1476 pages et sans doute près de 3000 entrées.

### Memorial
En 1523, il se met à rédiger le Memorial de los Libros naufragados pour garder la trace des 1674 volumes achetés à Venise et perdus dans le naufrage du bateau qui devait les lui apporter en Espagne.

### Libro de materias
Le Livre des contenus vise à extraire les principaux sujets abordés dans un livre et à les classer en ordre alphabétique. Ce travail d'abord entrepris sur les volumes de Suétone et de Lucrèce est étendu à l'ensemble de sa bibliothèque au début des années 1530.

### Historia del Almirante
Entre 1536 et 1539, Fernando rédige une Historia del Almirante pour honorer la mémoire de son père. Il est ainsi  le premier biographe à retracer l'histoire de sa vie et de ses découvertes en se basant sur une multitude de documents originaux en sa possession: lettres, contrats, journaux de bord, annotations en marge des livres consultés. Tout en s'attachant à réfuter les affirmations fantaisistes et injurieuses de ses adversaires, il est particulièrement soucieux d'accorder à son père la primeur de la découverte du nouveau monde. À cette fin, il présente cet exploit non pas comme découlant logiquement de son éducation — sur laquelle Hernando reconnaît ne pas savoir grand chose —, mais de ses extraordinaires qualités de discipline, d'endurance et de contrôle de soi, qualités qui l'ont soutenu dans sa conviction qu'il trouverait une terre à l'Ouest et lui ont permis de garder la tête froide et de persévérer quand tout semblait perdu. Ce faisant, il passe sous silence l'idée de son père qu'il avait atteint Cipangu en Extrême-Orient. Il fait également l'impasse sur le Livre des prophéties qui présentait ces découvertes comme faisant partie du plan de Dieu pour l'humanité. Il omet aussi de mentionner les visions qu'a eues son père à partir de 1498, dans lesquelles il se voyait choisi par Dieu, ainsi que son projet de démarrer un trafic d’esclaves Arawak. En cela, Fernando Colomb tient compte des connaissances géographiques de l'époque et du nouveau regard que Bartolomé de Las Casas oblige à porter sur la colonisation et ses atrocités. 
Cet ouvrage, qui aura un énorme retentissement dans toute l'Europe, n'a pas été publié de son vivant. Sa belle-sœur, María de Toledo, a hérité du manuscrit et l'a transmis à son fils Luis Colón. Ce dernier l'a remis à un marchand génois, Baliano de Fornari, qui l'a fait imprimer à Venise.
Le plus ancien exemplaire connu de cet ouvrage est une édition vénitienne de 1571 (traduction d'Alfonso Ulloa). Selon Jacques Heers il s'agit d'« une apologie et, presque, une hagiographie ».

### Libro de los Epítomes
Son œuvre majeure est le Livre des condensés des ouvrages de son immense bibliothèque. 
À partir de 1520, il se met à collectionner les livres afin de constituer une bibliothèque universelle, accumulant ainsi plus de 15 000 ouvrages, en suivant les conseils de savants en Espagne et aux Pays-Bas, notamment Érasme. Pour chaque livre, il inscrit la date de l'achat, l'endroit et le montant payé. Ces notes sont précieuses pour renseigner sur les taux de change entre les monnaies de l'époque. 
Un Abecedarium énumère en ordre alphabétique tous les auteurs et titres de livres de sa bibliothèque. Afin de renseigner sur l'aspect du volume et ses caractéristiques, il invente un système de «biblioglyphes» qui n'est pas sans présenter des ressemblances avec l'alphabet utopien de Thomas More, publié en 1516.
À partir de 1523, Colomb fait dresser par une équipe de bibliothécaires, tenus de résider et dormir sur place, un catalogue très détaillé de tous ses livres sous le titre Libro de los Epítomes (« Livre des condensés »). Grâce à ces données bibliographiques, on peut mieux connaître les éditions faites en Europe avant 1540, dont beaucoup sont maintenant perdues. Ce fameux catalogue d'une épaisseur d'un pied, que l'on avait longtemps cru perdu, a refait surface en 2013, lorsqu'un professeur québécois en histoire médiévale et de la Renaissance, Guy Lazure, le trouve par hasard à la bibliothèque de l'Université de Copenhague.
Outre cette bibliothèque, Fernand Colomb amasse une remarquable collection d’estampes de toutes sortes, qui a malheureusement été dispersée, sans doute à une date ancienne. Selon Mark McDonald, elle consistait en 3 204 gravures, que nous ne connaissons plus aujourd’hui que par leur description, méticuleusement établie par les secrétaires de Colomb (ce qui permet d'en retrouver quelques-unes dans les musées et bibliothèques). Ce catalogue manuscrit a été publié en 2004.
À sa mort, il lègue sa bibliothèque à la cathédrale de Séville, mais divers problèmes de succession, outre des ennuis avec l'Inquisition, ont entrainé la disparition d'environ les deux tiers des volumes. Ce qui en subsiste constitue de nos jours la Biblioteca Colombina, toujours à Séville ; elle est riche de nombreuses pièces rares, voire uniques.

## Éditions de son œuvre
- Historie del S.D. Fernando Colombo; : nelle quali s'ha particolare, & vera relatione della vita, & de' fatti dell' ammiraglio D. Cristoforo Colombo suo padre, Francesco de' Franceschi Sanese, Venetia, 1571  (lire en ligne)
- Christophe Colomb raconté par son fils, Perrin, 1986, préface de Jacques Heers.